# Chiesa di San Vigilio (Spiazzo)
La chiesa di San Vigilio, anche conosciuta come pieve di Rendena, è la parrocchiale di Spiazzo in Trentino. Rientra nella zona pastorale delle Giudicarie dell'arcidiocesi di Trento e risale al VI secolo.

## Storia

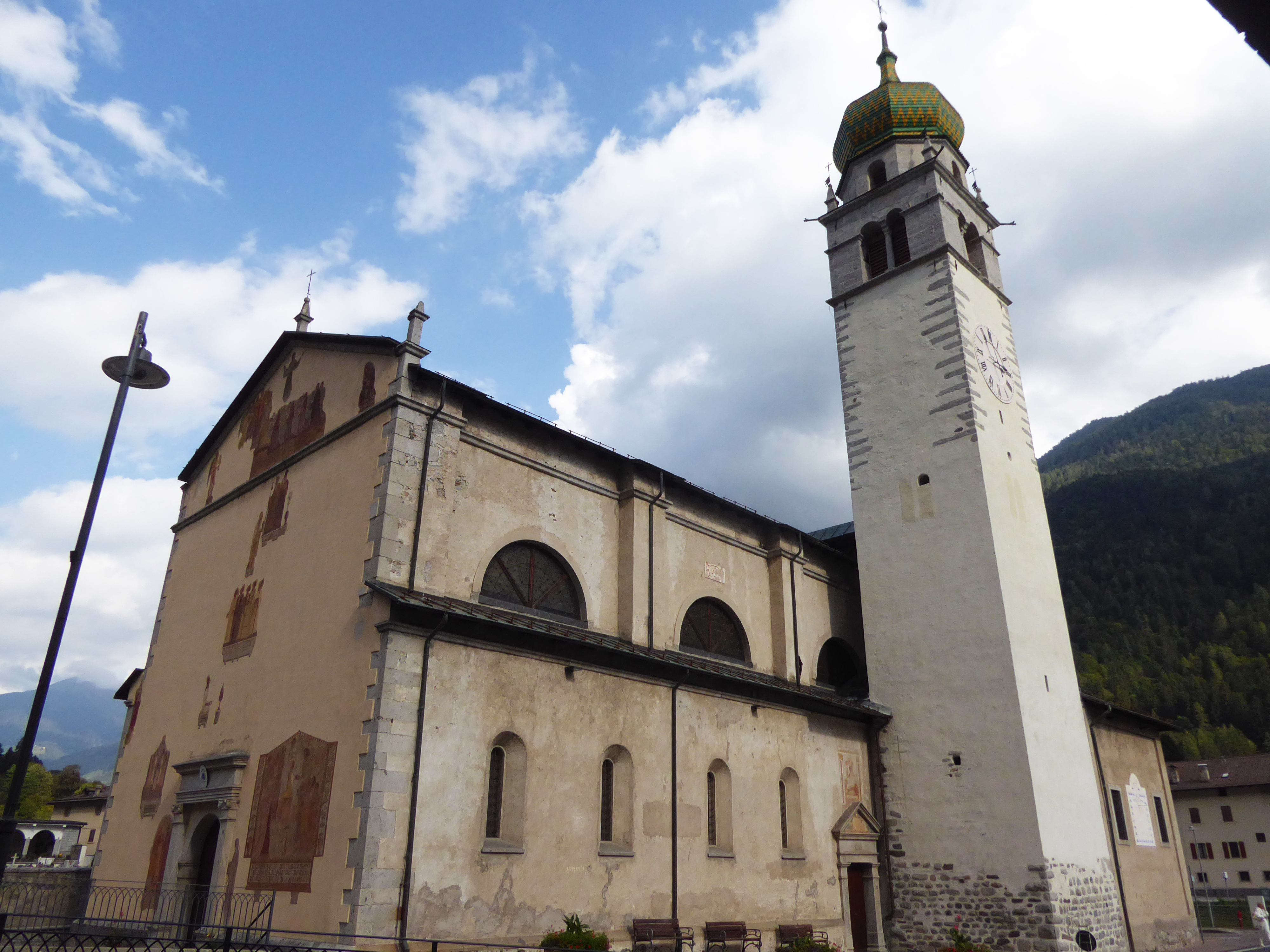
Vista laterale della chiesa.

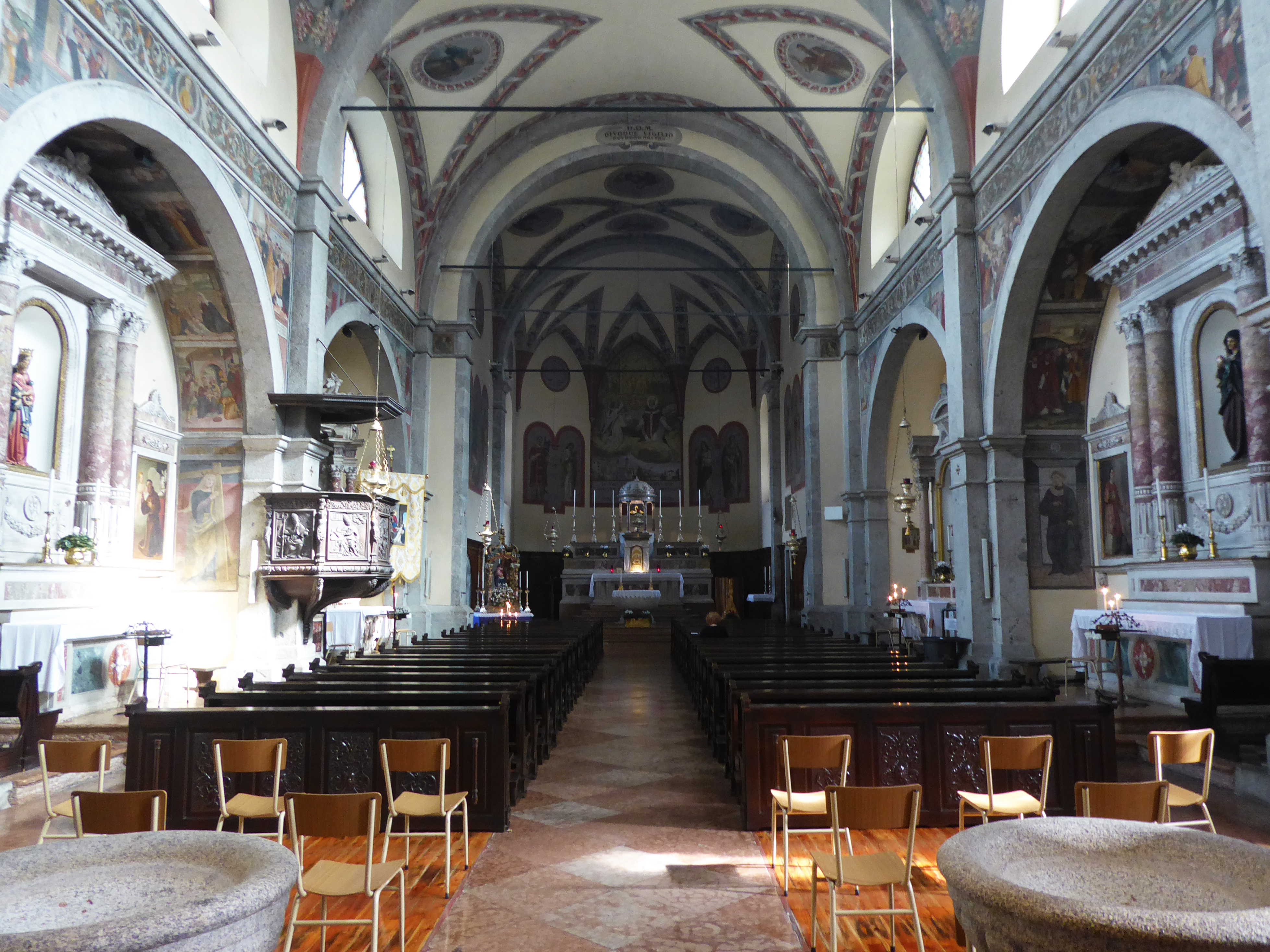
Interno.

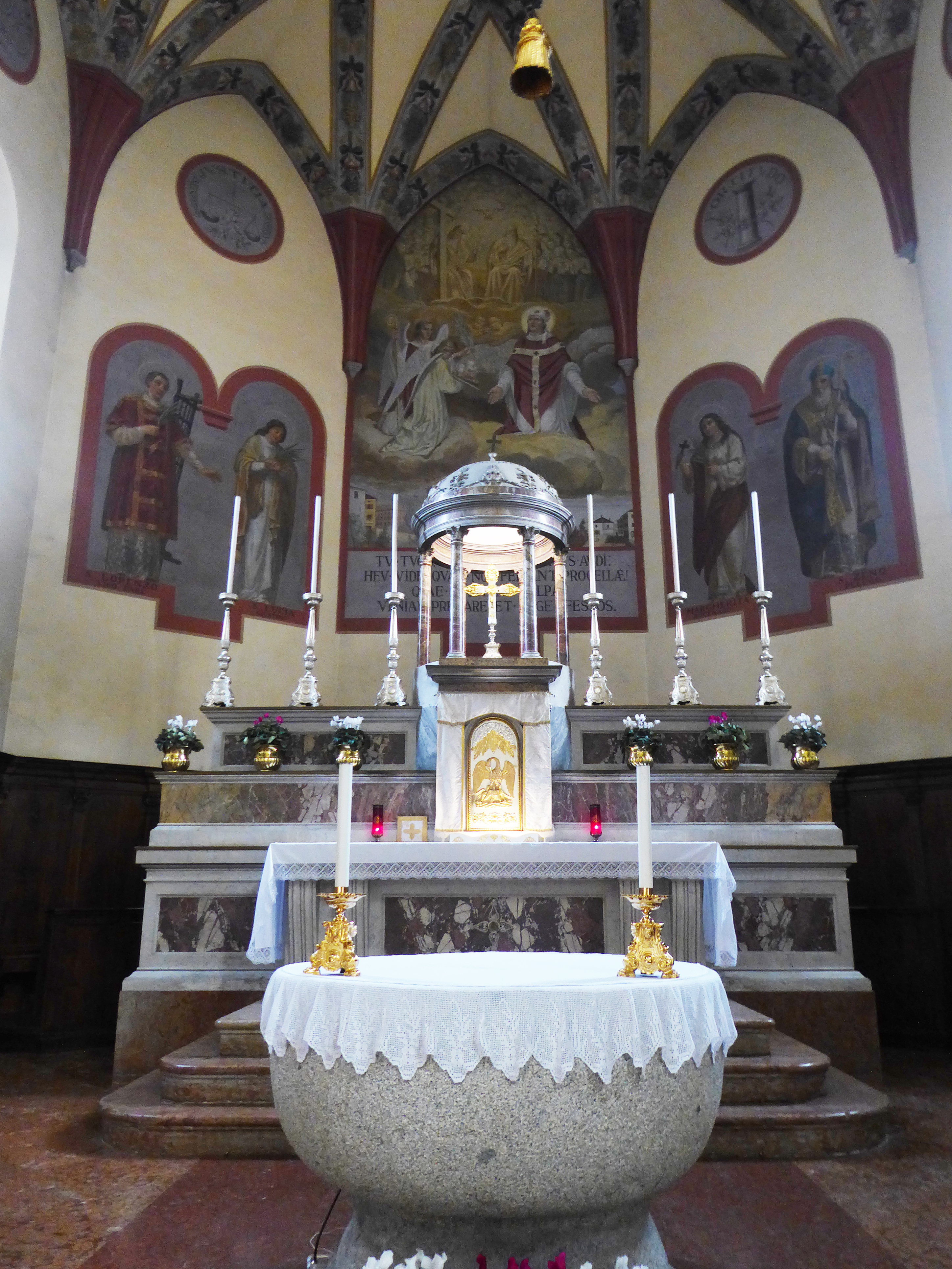
Presbiterio con altare rivolto al popolo, ottenuto dalla storico fonte battesimale.

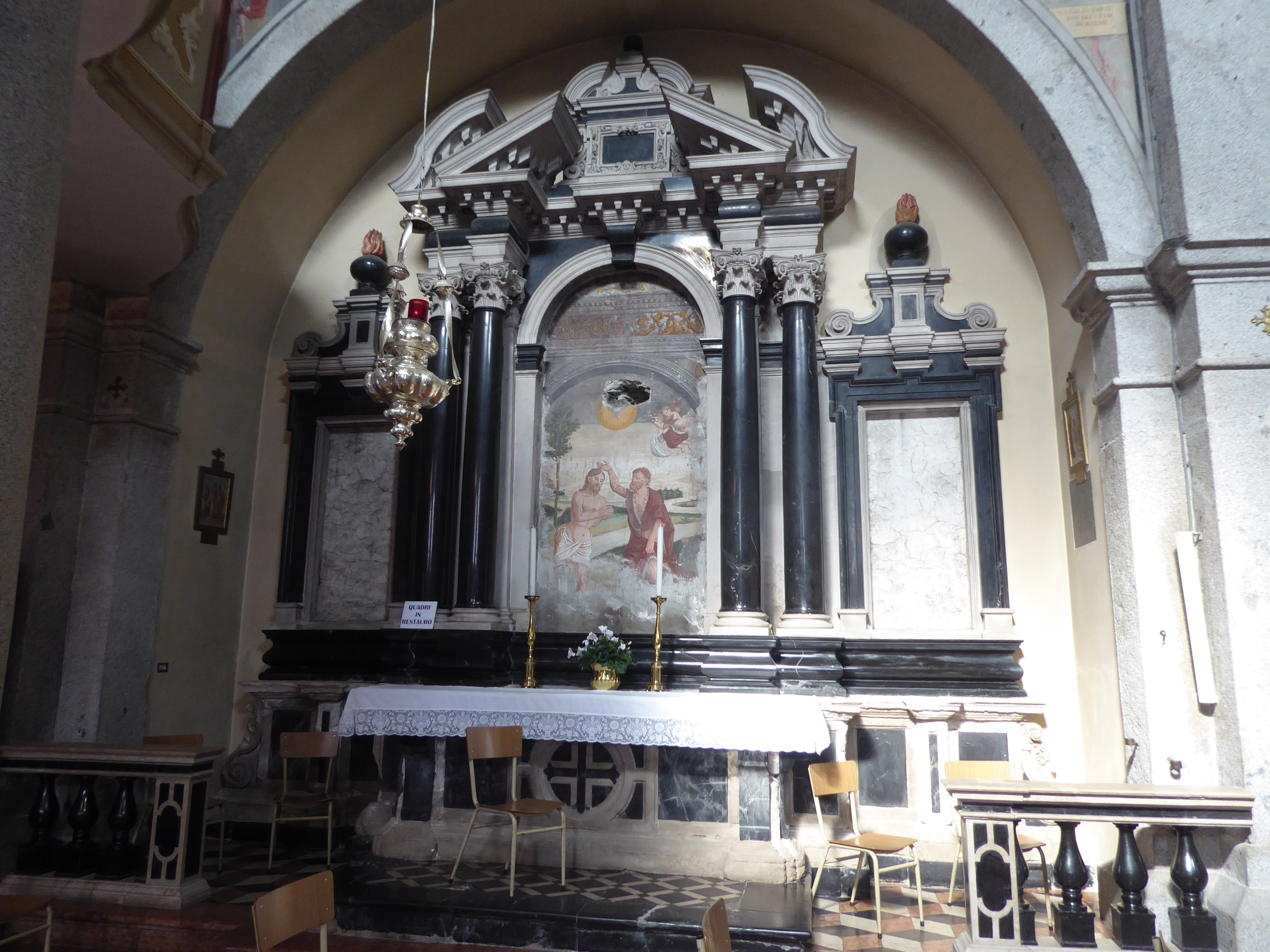
Altare laterale con affresco raffigurante il Battesimo di Gesù.

Secondo la tradizione popolare Vigilio di Trento si sarebbe recato in Val Rendena dove avrebbe celebrato la messa e gettato nel fiume Sarca la statua di Saturno che si trovava sul posto. La reazione dei pagani sarebbe stata violenta, e lo avrebbero ucciso con bastoni e zoccoli di legno, con i quali spesso è raffigurato. Sarebbe così stato martirizzato e sul luogo del martirio venne edificato il primo luogo di culto attorno al VI secolo, con l'altare posizionato esattamente dove stava la stele di Saturno. Nel IX secolo questo primitiva chiesetta venne ricostruita sul medesimo sito e la prima citazione su documenti della futura pieve di Rendena risale al 1207.
Data la sua importanza venne aggregata a Trento sin dal 1414, e rimase legata alla cattedrale del capoluogo sino al 1807. Nel XVI secolo la chiesa venne notevolmente ampliata in stile rinascimentale. Di grande importanza sono gli affreschi che risalgono a quel periodo, attribuiti a Simone II Baschenis e in parte perduti.
La chiesa venne riedificata tra gli anni 1541 e 1542 e la solenne consacrazione venne officiata nel 1558 dal suffraganeo di Cristoforo Madruzzo Mariano Mano. Nel XVII secolo venne sopraelevata la torre campanaria e un secolo più tardi venne ricoperta con una struttura a cipolla.
Poco prima del XX secolo la cappella dedicata a Vigilio fu restaurata e aperta verso l'esterno poi, nel 1905 varie parti dell'interno furono decorate con immagini di santi.  Tra 1939 e 1940 la chiesa fu ristrutturata e in particolare vennero dipinte immagini con la vita di Vigilio nelle pareti interne.
A partire dal 1961 si sono succeduti vari interventi conservativi. La cappella del santo che prima era accessibile dall'esterno venne riportata alla condizione iniziale e venne arricchita di un nuovo altare. Seguì un rifacimento in rame della copertura. Dal 1981 è stato realizzato l'adeguamento liturgico e l'operazione ha richiesto dieci anni per essere completata. Il nuovo altare postconciliare è stato posto al centro del presbiterio e si è ricavato dallo storico fonte battesimale trovato durante indagini e scavi nel 1961. Le balaustre sono andate perdute e la custodia eucaristica è stata mantenuto sull'altare maggiore storico.
Gli ultimi interventi si sono realizzati attorno al 2017. La cappella del santo che prima era accessibile dall'esterno è stata riportata alla condizione iniziale con un nuovo altare ed è stato realizzato il rifacimento in rame della copertura.

## Descrizione

### Campane
La torre campanaria possiede 5 campane in tonalità di Do# (Do#3, Re#3, Fa3, Fa#3, Sol#3), fuse dalla ditta Colbacchini a Trento nell’anno giubilare 1950-51. Il "Campanone" è dedicato al patrono San Vigilio, la "Seconda" è dedicata a Maria Assunta, la "Terza" a Santa Cecilia, la "Quarta" a Santa Vittoria e San Valentino e la "Piccola" all’angelo custode e al beato Stefano Bellesini. Nell'agosto 2014 per crepe presenti nel campanile le campane sono state silenziate, benedette il 12 maggio 2019 dal cardinale Walter Kasper, hanno risuonato, dopo 5 anni, il 7 luglio 2019. In occasione dei lavori di restauro del campanile, è stata aggiunta una tastiera per eseguire il tradizionale campanò e le corde per suonare a mano.